# Медаль

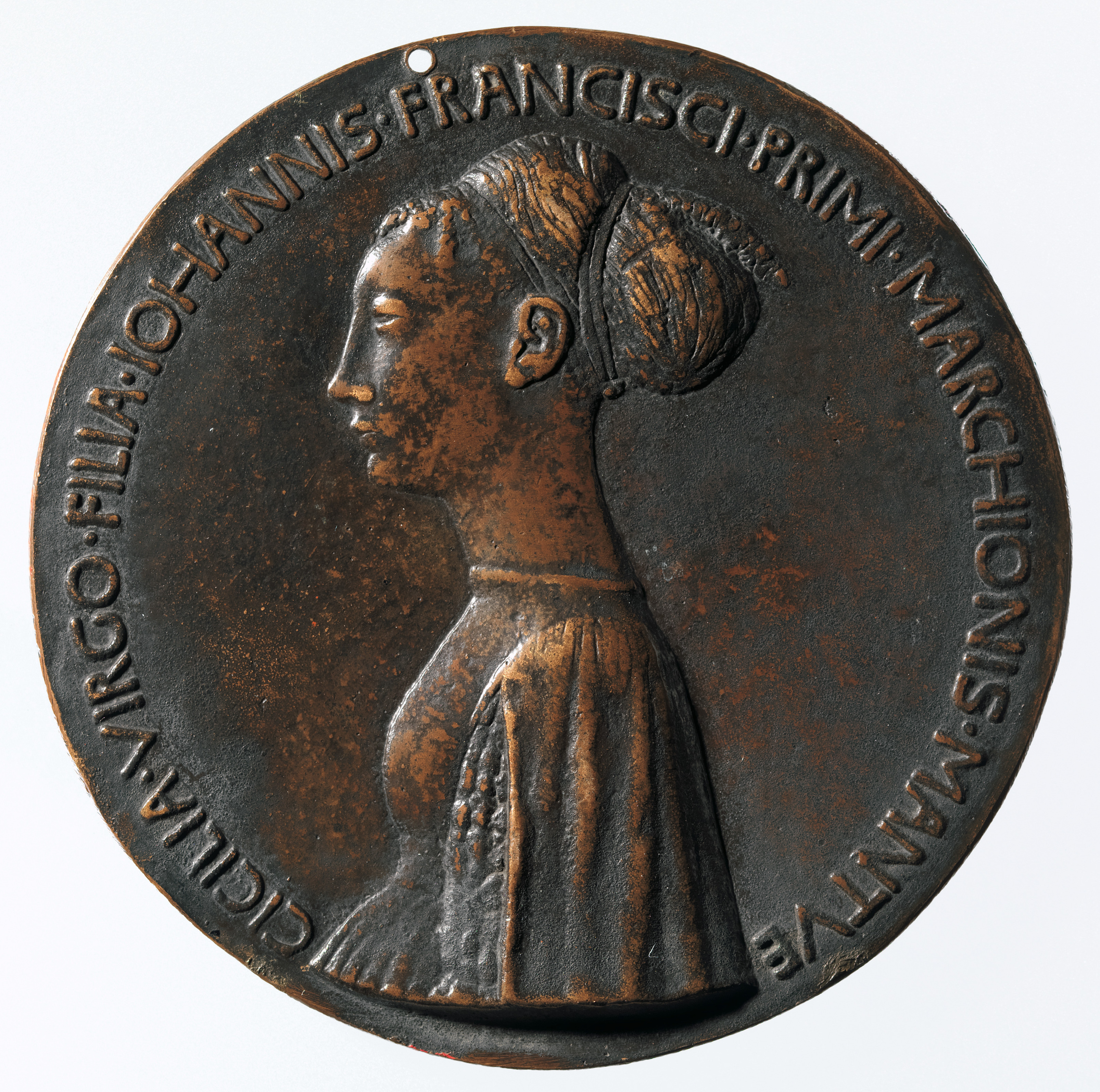
Аверс медали, которую семья Сесилии Гонзага раздавала политическим союзникам — обычная практика в Европе эпохи Возрождения. Разработан Пизанелло в 1448 году.

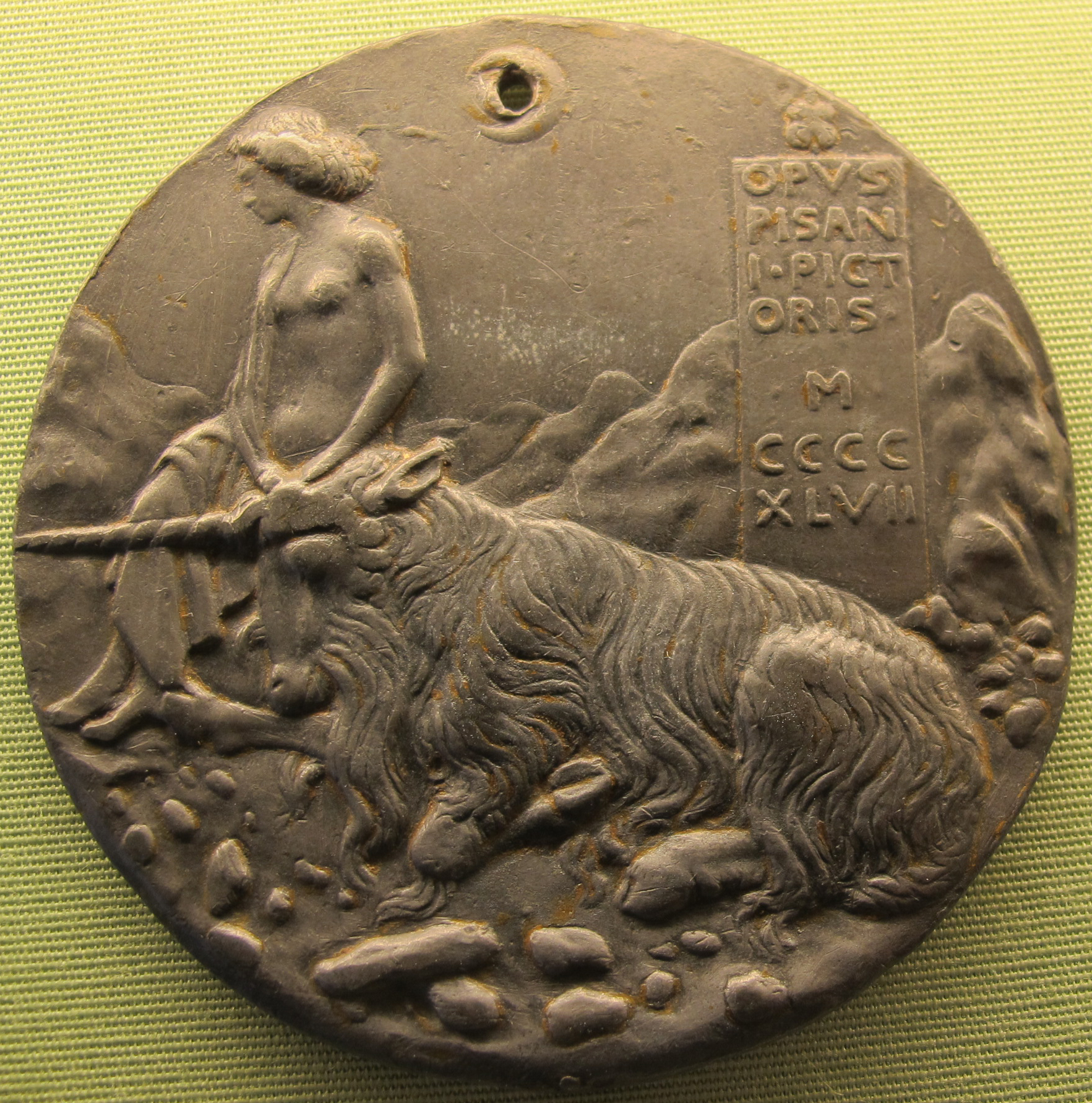
Реверс той же медали, эта копия с отверстием для подвеса, добавленным позже (внутри полумесяца в дизайне).

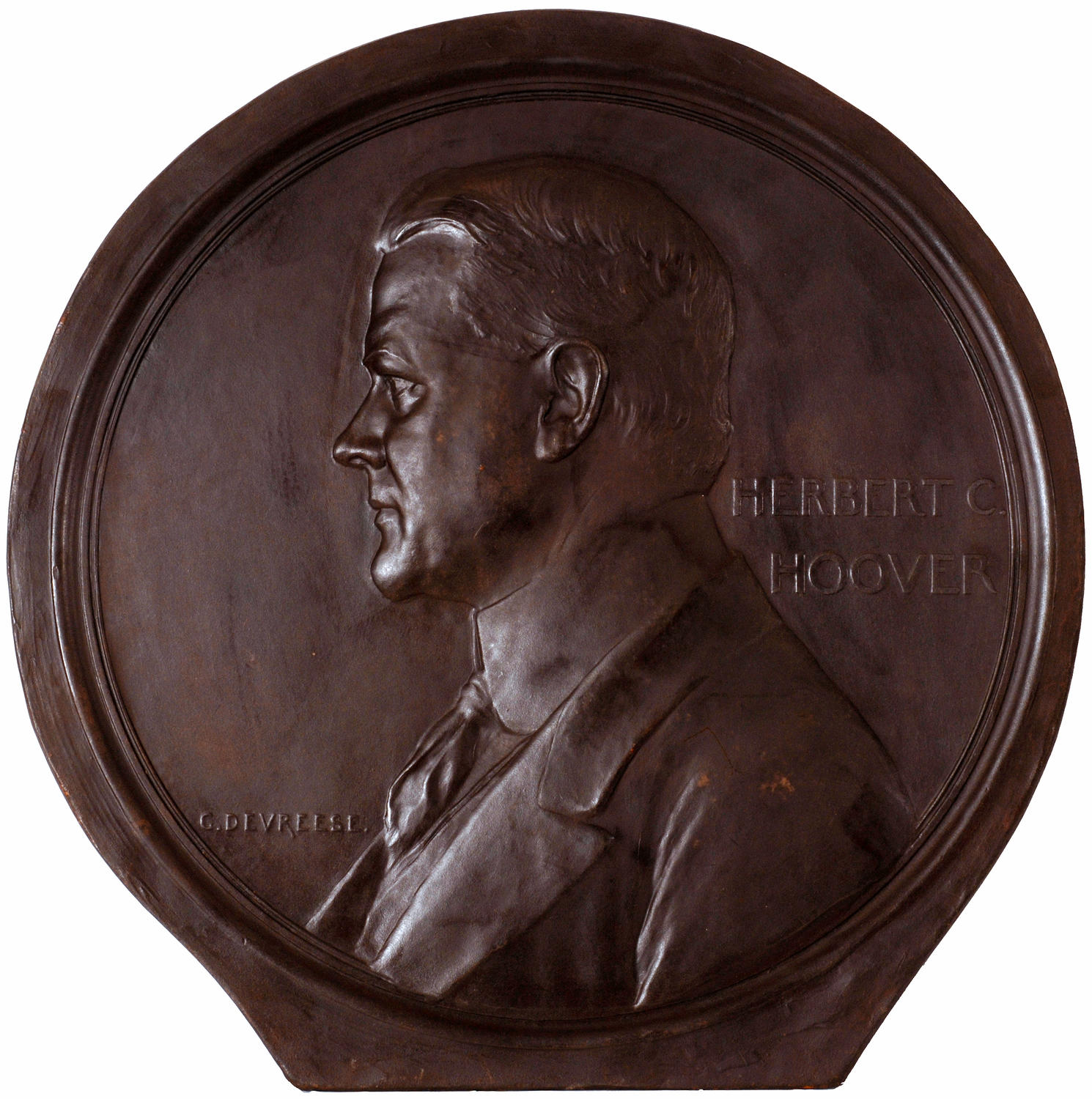
Медаль с изображением Герберта К. Гувера (Девриз Годфруа)

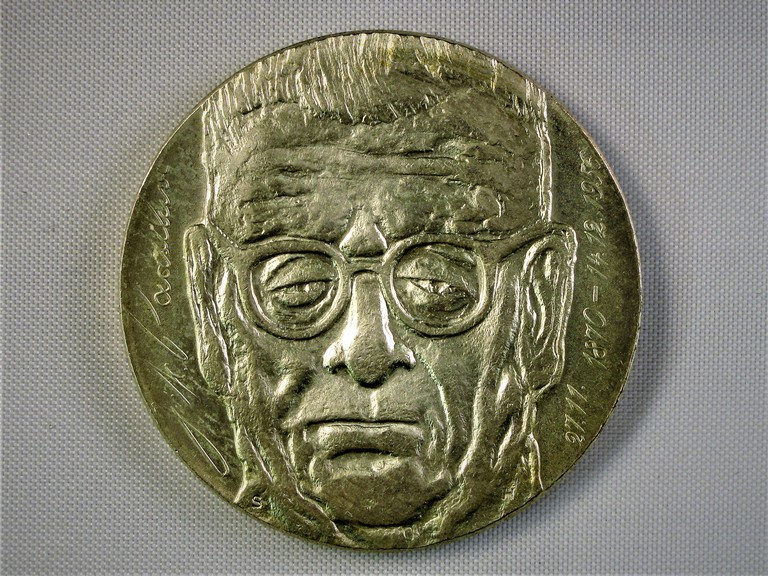
Памятная медаль президента Финляндии Ю. К. Паасикиви, дизайн Хейкки Хяйвяоя

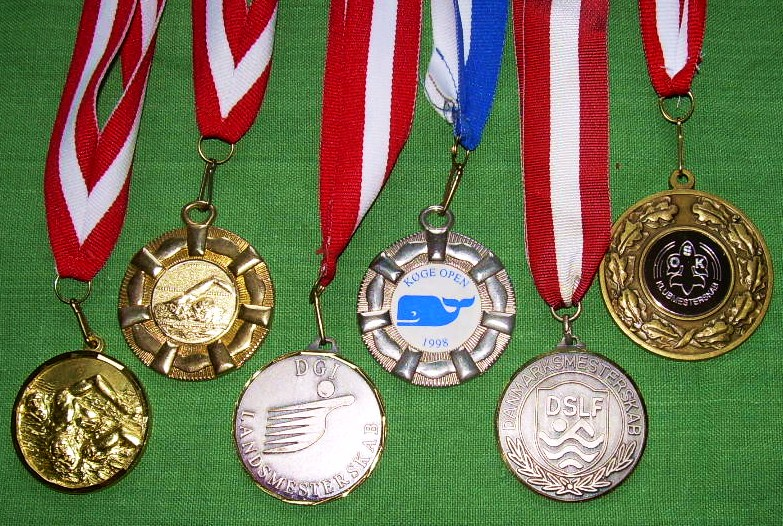
Различные призовые медали с изображением лицевой стороны, кольцами для подвешивания и лентами, типичными для медалей, которые надеваются на голову и подвешиваются на шее.

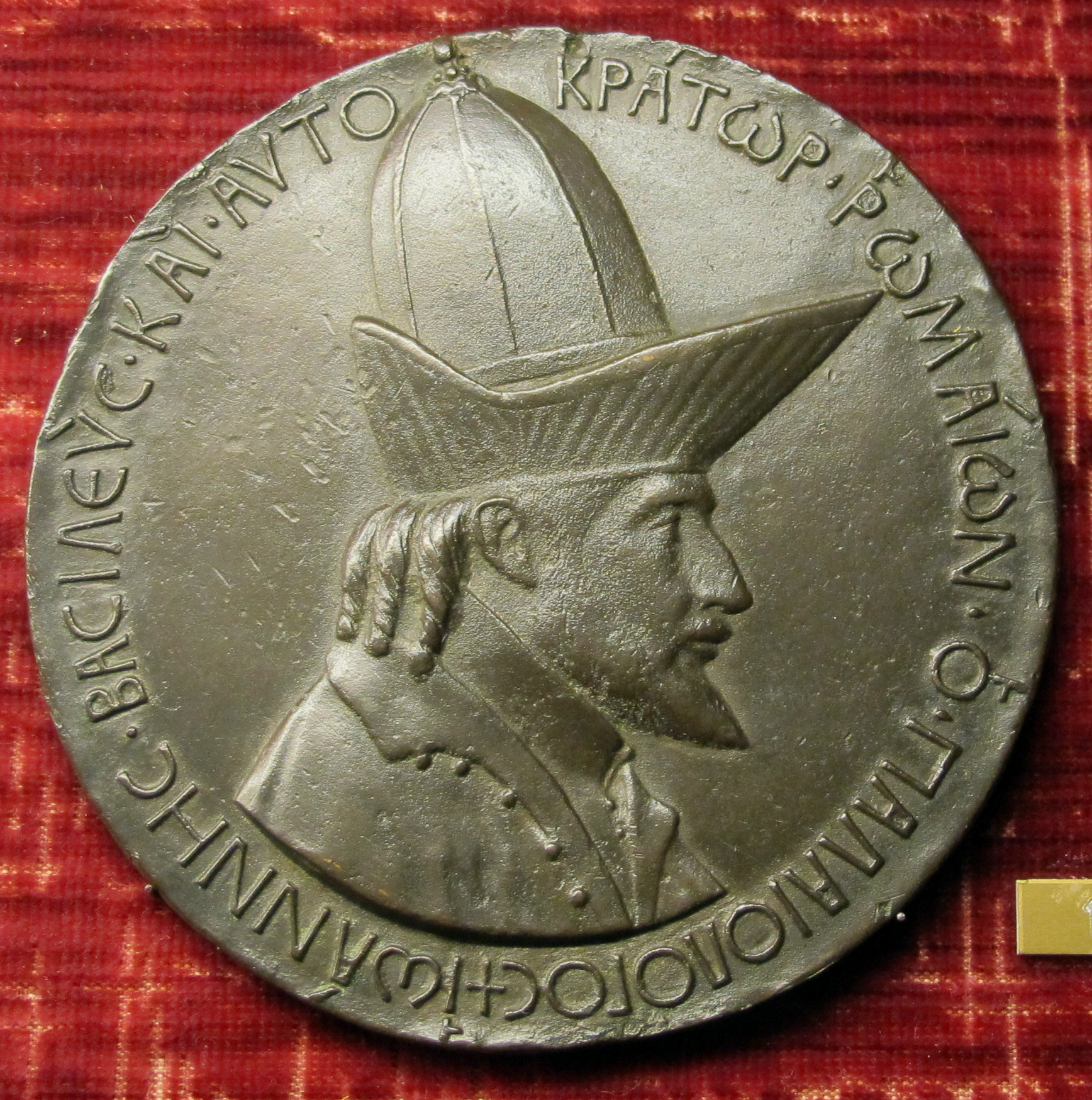
Медаль императора Иоанна VIII Палеолога во время своего визита во Флоренцию, Пизанелло (1438). Надпись на греческом гласит: «Иоанн Палеолог, басилевс и Древнегреческий автократор ромеев».

Меда́ль (через фр. médaille, от лат. metallum — «металл») — особый знак, выпускаемый в память о каком-либо событии, по случаю юбилейных дат и прочим, награда за военные заслуги, трудовые отличия, достижения в области науки, техники, культуры, спорта, успехи в учёбе и другом.
Обычно выполняется в виде металлического знака, чаще круглой формы с выпуклыми изображениями. Различают лицевую (аверс), оборотную (реверс) и грань (гурт) сто́роны медали. Многие медали крепятся на колодке или планке. Такая колодка для медали может быть покрыта эмалью или обтянута муаровой лентой определённой расцветки.

## Девальвация государственных наград
Государственные награды (медали) являются одним из аспектов доверия к стране со стороны граждан и мирового сообщества. В развитых странах наградная система выглядит лаконично и строго дифференцирована. Проблема девальвации государственных наград может быть вызвана беспорядочным награждением какого-либо гражданина огромным количеством медалей (зачастую это происходит совместно с несоответствием заявленным требованиям получения награды). Во избежание девальвации наград можно прибегнуть к системе замены наград с эквивалентными требованиям получения на выдачу соответствующей награды, но с более высокой степенью и с конфискацией старой.
Во избежание девальвации наград они должны служить моральной поддержкой для граждан и поднимать их патриотический дух. Примером такого является железный крест Германской империи, который служил боевым стимулом для солдат. Авторитет награды был настолько высок, что солдаты шли на риск смерти для получения креста. Награждение железным крестом в мирное время отменялось. Политики, государственные деятели и военные генералы ни при каких обстоятельствах не могли получить эту награду, если не принимали участие в ожесточённых боевых действиях, что придавало медали раритетности.
В обществе принято пренебрежительно называть обесцененные медали «медальками», ссылаясь на их низкую ценность и неавторитетность.
Ярким примером девальвации государственных наград можно назвать беспорядочные награждения государственными наградами Леонида Брежнева, у которого значатся 15 орденов и 18 медалей Советского Союза. Окончательно убило репутацию советских наград вручение Леониду Брежневу ордена «Победа», введённого Иосифом Сталиным на время Великой Отечественной войны за успешное проведение боевых операций. Во время его правления и после него в советском обществе ходили анекдоты по этому поводу.

## Виды медалей
- Государственные медали
- Юбилейные медали
- Ведомственные медали
- Общественные медали
  - Медали религиозных организаций
  - Медали политических партий
- Школьные медали
- Спортивные медали

## Использование в денежном обращении
Чеканкой золотых монет (дукат, флорин, цехин), талеров и талероподобных монет занимались отдельные государства, княжества, города, епископства, валютные союзы нескольких городов или княжеств и т. д. Чеканить деньги имели право лишь отдельные государства, княжества, имперские города, города, имевшие соответствующее монетное право. Монетную регалию, то есть возможность извлекать доход от чеканки денег, было сложно получить.
Именно поэтому в те времена широко использовался выпуск юбилейных, траурных, памятных медалей удельными князьями, отдельными городами, которые не имели права эмитировать собственные деньги. Мелкие князья, города выпускали серебряные медали, приуроченные к какому-либо (радостному или трагичному) событию, соизмеримые массе и пробе талера.
Тематикой таких медалей были даты смерти, рождения, бракосочетания мелких князей, даты объявления суверенитета отдельных городов, медали открытия горно-добывающих рудников и т. д. Такие медали использовались для поощрения или оплаты. Далее такие медали зачастую попадали в денежное обращение и использовались как деньги. Причем эмитент таких медалей практически получал аналогичный эмиссионному доход, а юридически выпуска денег не происходило.
Также в Европе выпускались памятные и юбилейные медали соизмеримой талеру или золотой монете весу и пробе. Такие медали предназначались для подарков, поощрений, наград. Но помимо награды, они параллельно служили и вознаграждением, которое могло быть использовано в качестве денег. К примеру:
- крестильный талер — название крупной серебряной талерообразной медали, предназначенной для подарка крестного крестнику на крестинах. Тематическое содержание медали — Крещение Господне;
- талер Гуса — название талерообразной медали, созданной около 1537 года в честь чешского реформатора Яна Гуса (1370—1415);
- талер Лютера — талерообразная медаль в честь столетних юбилеев важнейших событий Реформации в Германии (на одной из сторон медали изображен Мартин Лютер);
- золотая медаль, равная 3 дукатам, была отчеканена в 1719 году в Саксонии; на лицевой стороне изображен амур — искатель золотых жил с «вильчатой лозой» в руках, на обратной стороне — амур-чеканщик золотых монет.

## В России
Чеканка «золотых» (отвечающих по весовому стандарту венгерским, португальским и другим золотым монетам), предназначавшихся только для награждения, играя роль медалей, была начата Иваном III в XV веке. Выпуски таких монет в силу специфики их назначения были крайне ограничены, так как сырье было привозным, главным образом в виде иноземных монет. В русских документах упоминается награждение «золотыми» начиная с 1469 г.
По различным сведениям, в XVI—XVII веках серебряный алтын (3 копейки), позолоченный, с лентой для подвешивания, служил наградой низшей степени для солдат, участвовавших в сражениях.
Офицерам и военачальникам жаловали чеканное золото весом от долей дуката до нескольких дукатов, исходя от занимаемой должности и чина, а не от личных заслуг. Также участники военных походов и баталий награждались золотыми монетами-медалями («московками», «новгородками», английскими «корабельниками», португальскими «португалами»). Такие награды в виде монет носились пришитыми к одежде, шапке или на цепочке.
В 1654 году в ознаменование воссоединения Украины с Россией были отчеканены десятки тысяч золотых монет-медалей достоинством от золотой копейки до трёх червонцев для награждения казаков Богдана Хмельницкого. Самому гетману предназначалась медаль в 10 червонцев (около 34 граммов золота).
Чеканка «золотых», оформленных как российские монеты-червонцы, применяевшихся в качестве наград, осуществлялась в России до XVII века. Эта практика была прекращена при Петре I. Для солдат или за меньшие заслуги чеканились серебряные медали, равные монетной стопе серебряных рублей. Подобные медали (серебряные и золотые) находились в денежном обращении наряду с обычными монетами.
Традиция награждения отличившихся воинов в военных действиях развивалась и позднее. Особенно интенсивно поощрение медалями (монетами) практиковалось в период правления Петра I.
В 1699 году Пётр I отметил золотыми медалями всех участников взятия Азова. Главнокомандующему боярину А. С. Шеину вручил «золотой в тридцать червонных», полковникам — по двойному золотому, подполковникам — по золотому без четверти, стрелецким капитанам — по четверти золотой, десятникам и рядовым — по золочёной копейке.
В 1702—1703 по указу Петра I выпустили серию золотых и серебряных медалей (победа над шведами под деревней Эрестфер в Ливонии), по стилю, размеру и исполнению эти медали являются предшественником первого петровского рубля, отчеканенного в 1704—1705 гг. на Адмиралтейском монетном дворе в Москве. Некоторые рубли 1704—1705 гг. и рубли более поздней чеканки чеканились на кружках европейских талеров.
По указу Петра I в связи с морской победой над шведами у мыса Гангут было отчеканено 200 золотых медалей весом от 7 до 150 червонцев, 500 медалей червонных двойных, 1000 медалей червонных одинарных, 1000 рублёвых монет — для наград участников победы. Эти монеты-награды не имели приспособления (ушка) для её подвески. Дуров предполагает, что это переход от «золотых» до современных наград. Они не только «награда», но и «вознаграждение».
Годом спустя после победы над Полтавой в 1709 г. около 4500 рядовых, сержантов и унтер-офицеров Преображенского и Семёновского гвардейских полков были награждены серебряными медалями размером в рублёвую (так называемый «полтавский рубль») и двухрублёвую монету. Обе медали снабжены ушком для ношения на Андреевской ленте. Над штемпелями работали Гуэн и Гаупт. Лицевая сторона — портрет Петра I, обратная — изображения на военные темы. Воины, участвовавшие в Гангутской битве 1714 г., получили похожие медали размером в рубль.
В 1721 году в честь Ништадтского мира со Швецией для награждения высшего и среднего командного состава была отчеканена золотая медаль; для солдат была отчеканена аналогичная по рисунку серебряная медаль размером в рублёвую монету. Текст ништадской медали следующий: «В. И. Б. Щ. (Великому и благоверному щастливому (расшифровка Е. С. Щукиной)) Государю Петру I именем и делами великому российскому императору и отцу по двадесятилетних триумфов север умирившему сия из серебра домашнего медалия усерднейше приносится».
В 1759 году российско-австрийская армия под командованием генерала Петра Семёновича Салтыкова (1700—1772) в битвах при Кунерсдорфе и Пальциге разгромила прусскую армию под командованием Фридриха Великого. Елизавета Петровна повелела отчеканить серебряные медали рублёвого достоинства в качестве награды (и вознаграждения) русским воинам. Лицевая сторона медали — портрет императрицы, на обратной — фигура русского солдата на поле (работа Иванова). Солдатам было роздано 33 600 медалей с ушком и 1000 без ушка.
Помимо вышеуказанной медали-рубля в честь этого события был отчеканен, по повелению Елизаветы Петровны, «Салтыковский рубль» с изображением Салтыкова и надписью «1 августа 1759 года. Виктория при Пальциге». Такие рубли предназначались для массовой раздачи среди войск Салтыкова.
В 1762 году на российский престол взошла Екатерина II, организовав дворцовый переворот. По распоряжению Екатерины II в 1762 году были отчеканены из золота монеты рублёвого достоинства (по аналогичной величине, массе и изображения серебряных рублей), которые были розданы участникам дворцового переворота. Эти золотые монеты рублёвого достоинства, по сути, являлись наградами от императрицы гвардейским офицерам в ознаменование восшествия на престол, которому они активно способствовали.
По распоряжению Николая I в честь победы русских войск в войне с турками в 1828—1829 годах была выпущена серия медалей рублёвого размера. Выгравировкой штемпелей этой серии занимался Генрих Губе, чеканка этих монет-медалей была осуществлена в частной берлинской медальной мастерской Герхарда Лооса.
В 1842 году праздновалась 25-я годовщина почётного командования Николаем I прусским Шестым Кирасирским полком. Было создано несколько медалей (размером чуть меньше рублёвой монеты), предназначавшихся для раздачи рядовому составу этого полка.
Вышеуказанные медали-монеты зачастую использовались как платёжное средство соответствующего номинала.
Непосредственно серебряные рубли выступали в качестве награды, поощрения за воинские и боевые заслуги. К примеру: за спасение гибнущего аэростата во Владивостоке 10 мая 1905 года матросы были поощрены в приказе командира Владивостокского порта, а приказом по воздухоплавательному парку они были награждены рублями.
В России практиковалась практика чеканки юбилейных и памятных монет, посвящённых военным победам русских войск.
В конце 1837 года правительство предприняло шаги по подготовке выпуска рублёвой и полуторарублёвой монет для ознаменования назначенного на 1839 год открытия колонны на поле битвы при Бородине в 1812 году. «Большие и малые бородинские рубли» (160 000 рублей и 6000 полуторарублёвиков) предполагались и для раздачи солдатам, которые примут участие в церемониях 1839 года.
В честь столетнего юбилея Отечественной войны 1812 года был выпущен памятный юбилейный рубль. Над штемпелями работал М. А. Скудников; ориентировочный тираж этого рубля — 30-46 тыс. экземпляров. Часть выпуска данного рубля была использована для раздачи разным чинам российской армии и флота.
Гангутский рубль 1914 года был последней памятной монетой, отчеканенной в Российской империи. Этот рубль отмечал 200-летнюю годовщину победы над шведским флотом возле финского берега, около Гангута. Над штемпелями работал П. Г. Стадницкий. Часть Гангутских рублей была роздана военослужщим.
При анализе данной темы следует отметить следующий факт: штемпеля медалей могли использоваться при чеканке монет или новоделов монет и наоборот (штемпеля монет использовались для чеканки медалей). Такие замены штемпелей при чеканке возможны лишь при близкой схожести или идентичности этих медалей и монет. Примером может служить штемпель наградной медали «За храбрость на водах финских», использовавшийся для чеканки лицевой стороны новоделов рубля Екатерины II в 1789—1795 годах. Также в истории российской чеканки имели место случаи использования штемпелей рублёвых монет для чеканки медалей.
До конца XIX века — начала XX века многие коллекционеры, ученые и исследователи не делали существенных различий между монетами и медалями (пример: опубликованное в 1887 году «Собрание Указов по монетам и медалям» великого князя Георгия Михайловича).